# (It's Not Me) Talking
"(It's Not Me) Talking" é o single de estreia da banda britânica A Flock of Seagulls, originalmente gravada em 1981. Foi regravada em 1983 onde virou o segundo single do álbum Listen. A canção é sobre um homem que ouve vozes em sua cabeça, que acredita estar sendo contatado por alienígenas do espaço sideral e que não consegue fugir de suas emoções; onde quer que ele vá, a voz está lá.

## Faixas
7" Cocteau COQ 3 (Reino Unido) - 1981
1. "(It's Not Me) Talking" (4:33)
2. "Factory Music" (4:28)

7" Jive 47 (Reino Unido) - 1983
1. "(It's Not Me) Talking" (3:34)
2. "Tanglimara" (4:30)

12" Jive T 47 (Reino Unido) - 1983
1. "(It's Not Me) Talking" (5:00)
2. "Tanglimara" (4:30)
3. "The Traveller (Live)" (3:29) (Recorded live at "The Ace" Brixton, London, 1983)

12" Cocteau COQ T 3 (Reino Unido) - 1983
1. "(It's Not Me) Talking" (Remix) (4:45)
2. "(It's Not Me) Talking" (Instrumental) (4:21)
3. "Factory Music" (4:24)

## Videoclipe
Este videoclipe foi baseado em um antigo filme clássico de ficção científica chamado O Dia em que a Terra Parou. Os produtores queriam usar efeitos especiais que fossem atuais, mas que lembrassem o visual do cinema dos anos 1950. O videoclipe foi filmado no Dawn's Animal Farm, em Nova Jersey. Com centenas de hectares de terra e muitos animais exóticos usados em comerciais de televisão e filmes, foi uma filmagem interessante. Eles contrataram a Talking Dog Productions para construir a nave. Talking Dog construiu os adereços usados pelo Pink Floyd. Para os lasers, eles contrataram os serviços do pioneiro holográfico, Jason Sapan, do Holographic Studios na cidade de Nova York. Naquela época, Sapan também fazia efeitos de luz laser. Enquanto negociavam os efeitos do laser, perceberam que o próprio Sapan tinha o visual certo para atuar no videoclipe e o contratou ali mesmo. Jason Sapan construiu a arma de raios laser vermelha que Mike Score usava. Se você olhar com atenção, também poderá ver seus raios laser de argônio azul e verde disparando da nave.

## Primeiros créditos em videoclipe na MTV
Este foi o primeiro videoclipe exibido na MTV a usar uma tela de créditos para os atores. Os créditos foram mostrados ao lado das imagens dos atores no final do vídeo. Os créditos listados foram:
- Jason Sapan como "Sparks" Hopkins
- Peter Reynolds como Joey
- David York como Sargento McGuire
- Ali Score como Prof. "Scottie" Frost
- Paul Reynolds como Duane
- Larry Friel como Major Dick Docherty
- Frank Maudsley como Rex Nolan
- Mike Score como "O Aliem"

## Desempenho nas paradas musicais
| Parada nos países (1981 e 1983)             | Melhor posição |
| ------------------------------------------- | -------------- |
| Reino Unido (UK Indie Chart (Cocteau 1981)) | 45             |
| Reino Unido (Singles Chart (Jive 1983))     | 78             |
| Reino Unido Indie Chart (Cocteau 1983)      | 22             |

## Recepção
"Há algumas canções de alta qualidade. (Uma) é" (It's Not Me) Talking, produzida por Bill Nelson. "O envolvimento de Nelson é bastante evidente, a única falha é que ele se arrasta por muito tempo." (Henry Everingham, The Sydney Morning Herald, 1983).